# Casa Mallafré
La Casa Mallafré o Ca Vallmoll és un edifici noucentista de Valls (Alt Camp) protegit com a Bé Cultural d'Interès Local.

## Descripció
Edifici modernista entre mitgeres que té baixos comercials, dues plantes d'habitatges i golfa. A la planta baixa hi ha dues portes, la d'accés als habitatges, amb muntants i arcs de mig punt motllurats, i la central, una gran portalada amb un arc rebaixat, amb dues fulles i tarje lateral fitxa que correspon a l'entrada del bar que hi ha a l'edifici. Per sota del forjat hi ha una sanefa, que té un medalló.
En el primer pis, hi ha una tribuna amb cinc columnes toscanes. Per damunt de la tribuna, hi ha una àmplia cornisa motllurada que segueix la reculada de la tribuna, i els balcons terrasses, que tenen barana composta de dues pilastres frontals que limiten quatre balustres i una pseudocolumna que limita amb dos balustres. En les llindesd'aquestes oberures, iguals que en el sostre del fojat/balcó adient, amb escuts, garlanes, entre altres detalls
En la segona planta hi ha un balcó corregut amb tres portes balconeres dintells iguals que els del primer pis. Cornisa amb una sèrie d'impostes dona pas a les golfes, en què hi ha tres obertures cegues el·líptiques i esgrafiades. Barana de pedra al cim.